# Rodrigues
Rodrigues è una piccola isola appartenente alla Repubblica di Mauritius, di cui costituisce una dipendenza. È situata 560 km a est di Mauritius, nel mezzo dell'Oceano Indiano. Con una superficie di 108 km² è la più piccola delle Isole Mascarene. Ha un'altitudine massima di 355 metri. Il capoluogo dell'isola è Port Mathurin.
Fu scoperta nel 1528 dal navigatore portoghese Diogo Rodrigues che le diede il nome.

## Geografia
La popolazione, di circa 40 000 abitanti, è principalmente cattolica ed ha origini europee, africane, malgasce e cinesi. La lingua principale è il creolo rodriguano, mentre francese e l'inglese sono parlati e intesi da alcuni abitanti. La religione principale è il cattolicesimo, presente sull'isola con un vicariato apostolico, con piccole minoranze di altre religioni. Le attività economiche prevalenti sono l'artigianato, l'agricoltura, la pesca e il turismo.

## Storia
Gli arabi conoscevano le isole Mascarene fin dal X secolo. Una mappa del XII secolo del geografo arabo Ash-Sharif al-Idrisi, indica chiaramente le tre isole dell'arcipelago come Dina Arobi (Mauritius), Dina Margabin (Réunion) e Dina Moraze (Rodrigues). L'isola prese il nome del navigatore portoghese Diogo Rodrigues che la scoprì nel 1528 mentre tornava in Portogallo con una flotta sotto il comando di Pedro Mascarenhas.
Dal 1601, gli olandesi iniziarono a usare l'isola come scalo per l'approvvigionamento di cibo fresco. Nel 1691 l'ugonotto François Leguat con sette compagni sbarcò sull'isola, con l'intenzione di impiantarvi una colonia agricola di rifugiati protestanti. L'agricoltura non ebbe successo, ma fu compensata dall'abbondanza di testuggini, tartarughe, uccelli, pesce e altri prodotti della pesca.
Durante il XVIII secolo diversi tentativi di sviluppare l'isola furono intrapresi dai francesi. Gli schiavi africani (progenitori dell'attuale popolazione) furono trasferiti a Rodrigues per incrementare l'allevamento e l'agricoltura.
Nel 1809, dopo un breve scontro con i francesi, le truppe britanniche presero possesso di Rodrigues. Con l'occupazione britannica, la schiavitù fu abolita.
Nel 1968 Mauritius si annetté l'isola di Rodrigues. Attualmente l'isola è una regione autonoma di Mauritius, che aspira alla piena sovranità.

## Flora e fauna
Rodrigues è un'isola vulcanica che sorge da una catena lungo il margine della Piattaforma delle Mascarene. Il Punto Triplo di Rodrigues, tettonicamente attivo, giace in prossimità del fondo del mare. Si ritiene che a partire da 1-4 milioni di anni fa su Rodrigues si sia sviluppato un ecosistema unico, comprendente molte specie endemiche.
La barriera corallina di Rodrigues è di particolare interesse per la sua unicità, dato che non riceve apporti di zooplancton corallino da altre zone. Ciò ha portato ad una relativa scarsità di specie ma anche allo sviluppo di un ecosistema particolarmente adattato. Una specie di corallo, due specie di pesci damigella del genere Pomacentrus e molte specie di crostacei scoperte di recente vivono solo qui.

### Estinzioni e conservazione
Alcuni animali terrestri endemici sono ora estinti, in seguito agli attacchi da parte di specie introdotte (in particolar modo il ratto nero, Rattus rattus), alla distruzione dell'habitat e alla caccia sconsiderata data loro nel XVIII-XIX secolo. Dato che le prime visite di esseri umani sull'isola erano scarse e separate cronologicamente le une dalle altre, possiamo datare le estinzioni avvenute su questa piccola isola con una ragionevole certezza:
Prima del 1691:
- Petrello di Bourne, Pterodroma sp.
- Tortora di Rodrigues, Nesoenas picturata rodericana
- Bulbul di Rodrigues, Hypsipetes sp.
- Garrulo di Rodrigues, specie della famiglia dei Silviidi di genere indeterminato
- Petrello delle Mascarene, Pseudobulweria aterrima

1730-1760 circa:
- Nitticora di Rodrigues, Nycticorax megacephalus
- Rallo di Rodrigues, Aphanapteryx leguati
- Storno di Rodrigues, Necropsar rodericanus
- Gufo di Rodrigues, Mascarenotus murivorus
- Solitario di Rodrigues, Pezophaps solitaria
- Piccione grigio di Rodrigues, Alectroenas rodericana

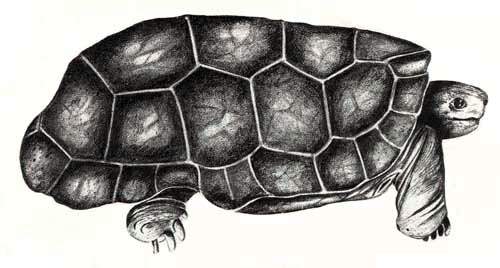
Raffigurazione di Cylindraspis peltastes risalente ad alcuni decenni prima che scomparisse

- Pappagallo di Rodrigues, Necropsittacus rodricanus

1800 circa:
- Testuggine gigante di Rodrigues a cupola, Cylindraspis peltastes
- Testuggine gigante di Rodrigues dal dorso a sella, Cylindraspis vosmaeri

1845 circa:
- Geco diurno gigante di Rodrigues, Phelsuma gigas

1875 circa:
- Parrocchetto di Newton, Psittacula exsul

1920 circa:
- Geco diurno di Rodrigues, Phelsuma edwardnewtoni

Tra le specie endemiche sopravvivono oggi solo la volpe volante di Rodrigues (Pteropus rodricensis) e due specie di uccelli, il fody di Rodrigues (Foudia flavicans) e la cannaiola di Rodrigues (Acrocephalus rodericanus). Quest'ultima compare, assieme al solitario di Rodrigues, sullo stemma dell'isola.
Per quanto riguarda i vegetali terrestri, la Ramosmania rodriguesii (café marron), una pianta delle Rubiacee, si riteneva ormai scomparsa, fino a quando non venne riscoperta nel 1979.